# Rosenholm
Rosenholm är en förort till Karlskrona och ligger i Karlskrona kommun i Blekinge län. Från 2015 avgränsar SCB här en småort.
Rosenholm är en tidigare militär mötesplats och senare mellan åren 1984 och 2000 förläggningsplats för Karlskrona kustartilleriregemente (KA 2). Rosenholm har under senare tid blivit ombyggt till idrottsanläggning.